# Jōmon (popolo)
I Jōmon (縄文人?, Jōmon jin) sono le persone che vivevano nell'arcipelago giapponese durante il periodo Jōmon . Molti storici giapponesi ritengono che non fosse una sola popolazione, ma un gruppo. Secondo uno studio pubblicato nel marzo 2019, i giapponesi moderni hanno ereditato in media il 15% dei loro geni da un popolo Jōmon, basandosi su un suo specimen rinvenuto nel sito archeologico di Funadomari, sull'Isola Rebun . I popoli indigeni Ryukyuani e Ainu hanno più antenati Jōmon di quanti ne abbiano i giapponesi.

## Caratteristiche morfologiche

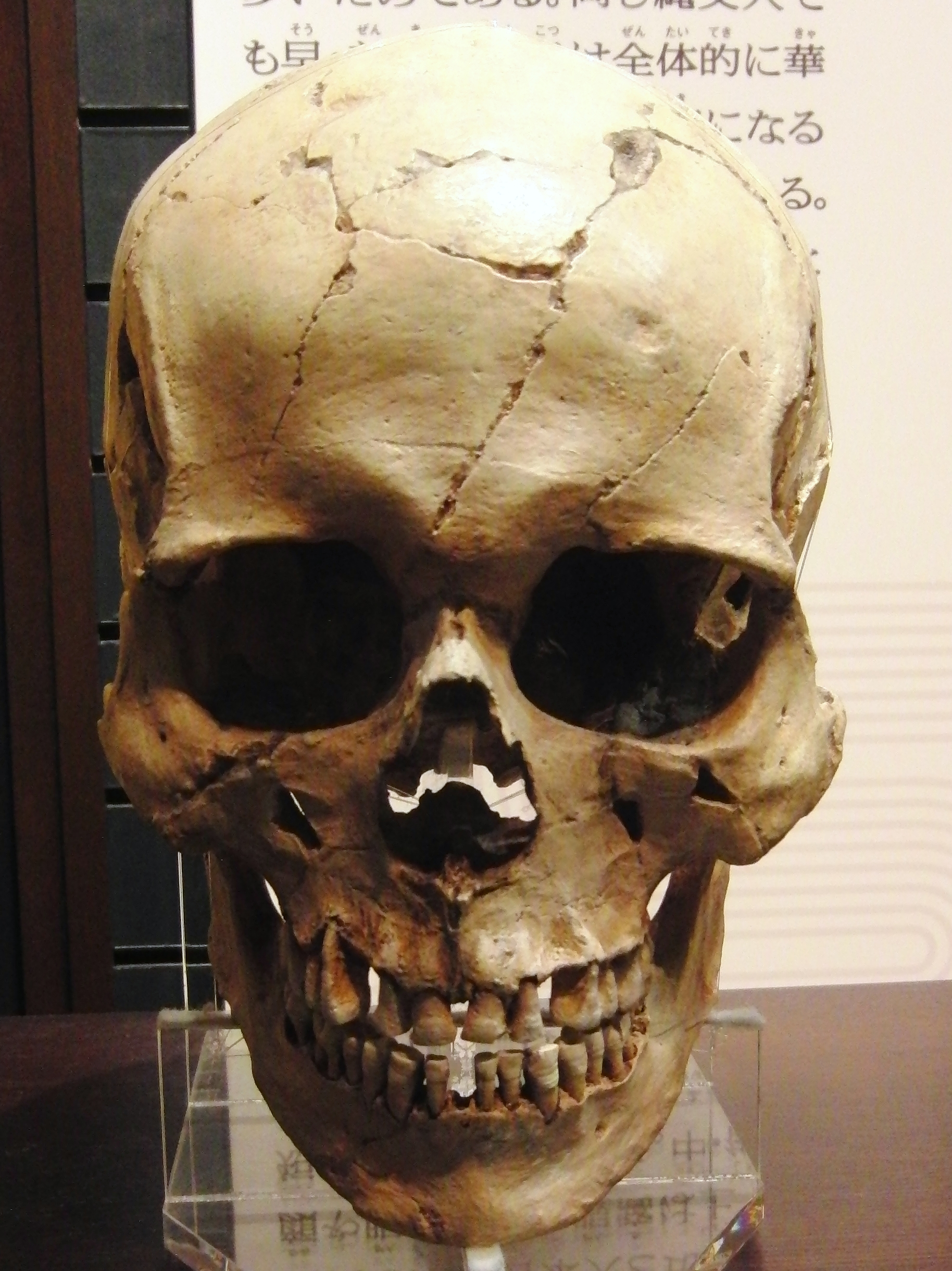
Replica di un cranio maschile del periodo Jōmon

Studi su resti scheletrici di Jōmon provenienti da diversi luoghi dell'arcipelago giapponese hanno permesso ai ricercatori di esaminare le differenze geografiche durante i periodo Jōmon, tuttavia solo poche variazioni sono state scoperte. Ciò ha portato i ricercatori a considerare il Jōmon come una popolazione morfologicamente omogenea.
Tsunehiko Hanihara del Dipartimento di Anatomia della Jichi Medical School suggerisce che gli abitanti di Aogashima e Okinawa, uomini di Minatogawa, Jōmon e gli Ainu moderni probabilmente sono dei discendenti dei proto-mongoloidi del pleistocene superiore. Il professore di antropologia Akazawa Takeru,  dell'International Research Center for Japanese Studies, ritiene che i Jōmon fossero invece paleo-mongoloidi.
Uno studio di morfologia dentale mostra che i Jōmon e gli Ainu hanno una loro struttura dentale, ma generalmente più vicina ai gruppi sundadontisti, che sono più comuni nel sud-est asiatico. La morfologia dentale degli Ainu differisce dal sundadontismo in quanto la dimensione dei denti è inferiore.
C'è anche chi afferma che il popolo Jōmon condivida molte caratteristiche fisiche con i caucasici, ma ha una discendenza genetica differente da loro.
Uno studio craniometrico mostra una relazione morfologica più stretta tra il popolo Jōmon e Ainu con gli europei preistorici e moderni piuttosto che con altri asiatici orientali contemporanei. Lo studio conclude che il popolo Jōmon discende da una popolazione "eurasiatica", che si trasferì in Eurasia settentrionale nel Pleistocene superiore.
Studi antropologici suggeriscono che il popolo Jōmon non fosse un gruppo omogeneo ma piuttosto eterogeneo. La maggior parte di Jōmon appare simile ai siberiani meridionali dell'età del bronzo. Vi sono prove che i Jōmon mantennero le caratteristiche delle popolazioni paleolitiche della metà occidentale dell'Eurasia e della Siberia meridionale. D'altra parte i gruppi Jomon su Kyushu, Shikoku e parti del sud di Honshu mostrano somiglianze con i fenotipi dell'Asia orientale ( Mongoloide ).

## Lingua
Non si sa quale fosse la lingua parlata da questa popolazione, tuttavia gli esperti hanno varato diverse ipotesi che vedono la lingua dei Jōmon come appartenente alle lingue nipponiche, oppure come antenato della lingua ainu; non è forse da escludere una correlazione con lingue tunguse, lingue paleosiberiane e lingue austronesiane.

## Cultura, usi e costumi
Per lungo tempo i Jōmon si procurarono sostentamento mediante la raccolta di ortaggi selvatici, la caccia e la pesca. In un secondo periodo iniziarono una forma primitiva di agricoltura.
Erano abili artigiani della ceramica, dalla quale creavano soprattutto vasi, statue e maschere. Dal legno erano in grado di ricavare modeste imbarcazioni, che impiegavano nella pesca e nei viaggi. Le notevoli abilità artigianali dei jōmon permisero la realizzazione di eccellenti gioielli ed oggetti ornamentali. L'invenzione dei magatama si deve probabilmente a una delle loro tribù.
Per quanto riguarda l'aspetto religioso si ritiene che i jōmon praticassero una sorta di animismo, che prendeva spunto probabilmente dallo sciamanesimo siberiano. Tale culto prende il nome di "ko-shintō", uno shintoismo arcaico privo di un'organizzazione ben definita. Proprio come la sua evoluzione moderna, il ko-shintō si basava sulla venerazione degli spiriti della natura. Il ko-shintō subì probabilmente anche l'influenza delle credenze degli antichi ainu.

## Origini e storia

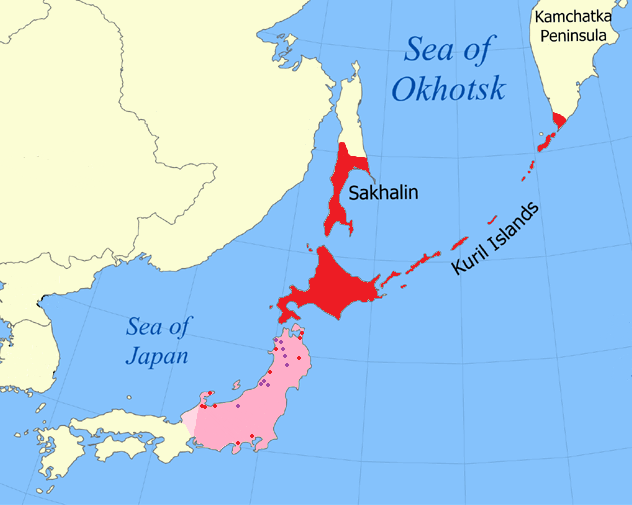
Estensione storica degli Ainu

Numerosi studi di genetica confermano un'evidente parentela tra i jomōn e gli ainu. Inoltre si trovano evidenti correlazioni anche con gli emishi, antica popolazione del Tōhoku. Il genoma dei jomōn si può riscontrare anche nelle tribù della Siberia sud-orientale; ciò indica che le due popolazioni sono venute in contatto.
Le tribù jomōn erano diffuse in particolar modo nell'area settentrionale del Giappone, in quelle che sono conosciute come le regioni di Tōhoku e Hokkaidō; tuttavia tali tribù erano disseminate in tutto il paese e da esse derivano probabilmente i primi abitanti di Okinawa. Quasi certamente la presenza di questo popolo si protraeva a nord, sino all'isola di Sachalin e alla Kamchatka.